# José María Valiente Soriano
José María Valiente Soriano (Xelva, 1900 - Valdecilla 1982) va ser un polític carlista espanyol, president de la Secretaria Nacional de la Comunió Tradicionalista entre 1955 i 1960 i cap delegat entre 1960 i 1967.

## Biografia

### Família i joventut
José María Valiente Soriano, fill de José Valiente Soriano —notari de professió— i Micaela Soriano Ibáñez, va néixer a la petita localitat valenciana de Xelva, en una família de classe mitjana. Tenia dues germanes. La família es va traslladar a Madrid en l'última etapa de la monarquia alfonsina.
José María va estudiar dret a la Universitat de Madrid de Madrid, realitzant posteriorment la seva tesi doctoral a la prestigiosa Universitat de Bolonya (on va conèixer a Ramón Serrano Súñer, que estudiava també Ciències del Dret. Valiente es va especialitzar en el dret bancari i es va graduar cum laude el 1923. Va començar a exercir d'advocat i acadèmic especialitzat en Dret Civil a la Universitat de Saragossa, sent posteriorment emprat per la Universitat de Sevilla i la Universitat de la Llacuna en les Illes Canàries. Es va casar amb Consuelo Setién Rodríguez, santanderina d'origen noble, amb qui va tenir tres fills.

### Polític catòlic
El 1927 Valiente va fundar la Joventut Catòlica d'Espanya, una agrupació apolítica dedicada a la defensa i difusió dels valors catòlics entre els joves, que s'associaria el 1931 a Acció Catòlica, una àmplia organització de catòlics laics liderada per Àngel Herrera Oria. Aquest mateix any, en iniciar-se el laïcisme militant de la Segona República, va començar a actuar en política, sent cofundador d'Acció Nacional (que en 1932 canviaria el seu nom per Acció Popular), una aliança conservadora de gran abast, encara que heterogènia, del primer Comitè Nacional de la qual seria vicepresident. Atès que Acció Catòlica prohibia als seus membres exercir funcions de lideratge en partits, Valiente va dimitir del seu càrrec en la direcció de la JCE.
El 1933 va organitzar les Joventuts d'Acció Popular, que presidiria ell mateix. Poc després AP es va incorporar a la Confederació Espanyola de Dretes Autònomes (CEDA). Les JAP van passar llavors a constituir una branca juvenil de la CEDA encara que van conservar el seu nom i estructura; Valiente va romandre al capdavant de l'organització, arribant a ser un dels dirigents de la CEDA a nivell nacional. Sota el seu lideratge, les Joventuts es van convertir en un grup agressivament antiesquerranista, encara que sense arribar a ser una organització paramilitar i negant, llavors, similitud amb el feixisme (encara que, posteriorment, reconeixeria que les JAP estaven influenciades per aquesta ideologia i «no tenien res a veure amb la democràcia cristiana»). A les eleccions a Corts de 1933 Valiente, gràcies als seus vincles familiars a la província de Santander, va aconseguir figurar a la candidatura local d'Unió de Dretes Agràries, essent fàcilment elegit pel districte de Santander.
A principis de 1934 Valiente va viatjar en secret en almenys dues ocasions a França per parlar amb Alfons XIII d'Espanya Alfons XIII. El seu objectiu era negociar els termes de la col·laboració entre els seus partidaris monàrquics alfonsins i la CEDA —oficialment definida com a accidentalista—, a més de sol·licitar al rei deposat que s'abstingués de fer declaracions que poguessin perjudicar l'èxit de la CEDA. No està del tot clar en quina mesura havia estat acordada aquesta missió amb el líder del partit, José María Gil-Robles, ja que tots dos van donar versions contradictòries del succés. No obstant, se sol acceptar que l'últim, com a mínim, estava informat de l'assumpte i no s'hi va oposar. Quan les converses de Fontainebleau es van filtrar a la premsa, la CEDA es va veure acorralada sota l'acusació d'estar conspirant contra la República, malgrat les seves reiterades declaracions de lleialtat. La CEDA va acabar presentant el succés com un complot monàrquic dins de la pròpia organització. Valiente (pel que sembla, amb el seu consentiment) es convertiria en el boc expiatori i seria expulsat del partit. És possible que la militància de les JAP, percebuda per alguns cedistes com a comprometedora, contribuís a les dures mesures preses contra Valiente, que abandonaria també les JAP, sent reemplaçat en el seu lideratge per José María Pérez de Laborda.

### Tradicionalista
A finals de 1935, en ple apogeu de popularitat, Valiente va decidir unir-se a la Comunió Tradicionalista. Per als carlins es tractava una valuosa adquisició: la militància de les JAP i l'episodi monàrquic —del qual s'avergonyia la CEDA, partidària de la legalitat vigent— eren credencials de benvinguda per als tradicionalistes, que no amagaven la intenció d'acabar com més aviat millor amb aquell «règim ateu». A les eleccions generals d'Espanya de 1936 es van presentar com a candidat a la llista tradicionalista de la circumscripció de Burgos, d'electorat més aviat conservador, resultant triat. La posició política de Valiente en l'escena política nacional va quedar de manifest quan va portar a coll el fèretre de José Calvo Sotelo durant el seu funeral.
En la conspiració antirepublicana el paper de Valiente es va reduir a les negociacions amb els possibles aliats alfonsins de la província de Burgos, on residia quan es va produir el cop de Estat del 18 de juliol. Va passar a ser membre de la Junta Nacional Carlista de Guerra, on es va fer càrrec dels assumptes religiosos. Quan Franco va expulsar d'Espanya a Manuel Fal Conde, cap delegat de la Comunió Tradicionalista, Valiente va actuar com el seu substitut. En 1937, enfront de la pressió de Franco per a unir a tradicionalistes i falangistes, no va compartir ni la pretesa del Tomás Domínguez Arévalo ni la intransigència de Fal Conde. Va ser un dels onze carlins que van entrar al Consell Nacional (de cinquanta membres) de la nova organització —encara que no es tractava d'una Junta Política— i va assumir la prefectura provincial de Burgos, renunciant al seu lloc a la Junta de Guerra. Més que una assimilació dins del variat grup creat de manera artificial pels militars, Valiente temia la divisió del carlisme entre rodeznistas i falcondistas.

Emblema del Requeté

Amb l'autorització personal del regent de la Comunió Tradicionalista, Don Javier, Valiente va romandre al Consell Nacional falangista (fins a 1942), encara que va rebutjar l'oferta de Rodezno, que havia acceptat el Ministeri de Justícia en el primer gabinet franquista de 1938 i va demanar a Valiente ser el seu sotssecretari (el lloc ho assumiria en el seu lloc Luis Arellano). Valiente semblava esperar que s'aconseguís un acord amb les autoritats vencedores fins al 1942, quan Franco va ignorar la proposta de Don Javier de formar un govern carlí-franquista. A partir de llavors passaria a oposar-se a Franco. En 1945, arran de les manifestacions carlines antifranquistes a Pamplona, va ser detingut i va témer ser portat a un escamot d'afusellament, encara que finalment les sancions adoptades contra ell van ser relativament lleus, i especialment en comparació amb la repressió emprada contra l'esquerra.
En tractar-se d'un dels principals seguidors de mitjana edat de Don Javier i del seu cap delegat, Fal Conde, va ser molt sol·licitat pel Comte de Rodezno, que el va convidar a unir-se als carlins juanistes, teòricament lleials a la regència de Don Javier, però partidaris de la candidatura de Don Juan, el fill d'Alfonso XIII, com a futur rei tradicionalista. Valiente es va negar a adherir-se, ignorant també a la facció molt menor que advocava pels drets dinàstics de Carlos Pío d'Habsburg, net de Carles VII, que es va presentar com a Carlos VIII i era aparentment popular entre alguns sectors de la Falange. Valiente també va mantenir la seva lleialtat a Don Javier —encara que sense gaire entusiasme— el 1952, quan aquest va decidir posar fi a la regència i va anunciar el seu dret al tron.

### Carlista col·laboracionista
A mitjans de la dècada de 1950 el creixent sentiment entre els javieristas era que la intransigent oposició a Franco perseguida per Manuel Fal Conde havia produït pocs o cap resultat. El senyor Javier semblava estar d'acord amb aquest plantejament. Després de la dimissió de Fal Conde el 1955, va crear la Secretaria Nacional, un nou òrgan de govern col·legiat de la Comunió, nomenant president Valiente. Aquest es va oposar enèrgicament als plans d'unitat monàrquica de Josep Maria Arauz de Robles, dissenyant una orientació més col·laboradora amb el franquisme. El moment semblava particularment oportú en 1957, quan els plans totalitaris del líder falangista José Luis Arrese van ser rebutjats per Franco, que va començar a fer referències al tradicionalisme i a la Comunió. La Llei de Principis del Moviment Nacional, adoptada el 1958, va declarar que Espanya era una Monarquia Tradicional.
La nova estratègia de possibilisme va ser rebuda amb sentiments oposats entre els carlins; els veterans junters regionals es queixaven i un jove navarrès, disfressat de sacerdot, va arribar a agredir Valiente en un carrer de Pamplona. El seu aliat clau contra l'oposició interna va resultar ser el fill de Don Javier, Carles Hug, que va tenir una entrada fulminant com a Príncep d'Astúries en la concentració anual carlista de Montejurra de 1957. El príncep va saludar la joventut enmig d'una explosió d'entusiasme, pronunciant la seva Proclama de Montejurra que, a més de novetats socials, presagiava la modernització del partit, a més d'una política més activa que podia interpretar-se com una oferta a Franco. Quan Carlos Hugo es va traslladar de manera permanent a Madrid des de França, va cooperar estretament amb Valiente, que seria nomenat cap delegat el 1960.
Inicialment, l'acostament ideat per Valiente i el líder carlohuguista Ramón Massó semblava prometedor. Els líders falangistes de tendència socialment radical José Solís i Raimundo Fernández-Cuesta van començar a freqüentar les trobades carlines. Valiente va tenir dues llargues audiències amb Franco el 1961 i el 1962. El Cap de l'Estat li va transmetre que encara no havia pres una decisió pel que fa a la seva successió. Carlos Hugo va ser rebut personalment pel Caudillo amb posterioritat. Franco va permetre així mateix la formació dels Cercles Culturals Vázquez de Mella, delegacions carlines semi-oficials, i va autoritzar alguns nous diaris tradicionalistes. No obstant, no es van materialitzar altres resultats tangibles. Finalment se li va negar la nacionalitat espanyola a Carlos Hugo, cap javierista va obtenir una posició clau en el règim (encara que es rumorejava la candidatura de Valiente com a ministre de Justícia) i el franquisme no va adoptar un gir tradicionalista.
A finals dels 50, Valiente, anomenat «l'home fort del carlisme», va començar a perder lentament terreny a la Comunió. El 1962 va haver de compartir el poder amb la nova Secretaria Política dirigida per Massó. El 1963 José María Zavala va assumir la presidència de la Junta de Govern, un nou òrgan carlí executiu, deixant Valiente amb menys poder encara com a cap delegat. Valiente diria «aquí corren diversos cavalls; nosaltres no sabem si tenim alguna possibilitat, però correm», mostra del seu escepticisme creixent. La frustració entre els carlins respecte a l'estratègia col·laboracionista, aparentment improductiva, va anar augmentant. Aquesta estratègia es va esfondrar completament quan Valiente va presentar la seva renúncia el 1967 i Carlos Hugo va ser expulsat d'Espanya el 1968.

### Oposició a Carlos Hugo
A mitjans dels 60 les diferències quant al possibilisme es van accentuar. Valiente es va alarmar en percebre que la consciència social de Carlos Hugo estava perdent el to tradicional per assumir una connotació marxista. La qüestió basca va resultar ser un altre motiu de discòrdia. A finals dels 60, els joves carlohuguistes controlaven ja l'organització estudiantil carlina AET, el MOT i la nova milícia, els GAC, amenaçant d'assumir el control de tot el moviment. La campanya sagaçment dissenyada per Massó va acusar els dirigents anteriors d'un excés de compromís amb el franquisme. El cap de requetès de la Guerra Civil, José Luis Zamanillo, va ser expulsat i Valiente es va veure arraconat. Com que Valiente havia estat sempre fidel a Don Javier, comptava generalment amb el suport del reclamant. Tot i això, Don Javier, amb edat ja molt avançada, se'n va anar distanciat gradualment i va acceptar la seva renúncia com a cap delegat el 1968.
Tot i així, Valiente va seguir mantenint relacions cordials amb Don Javier. La situació va canviar quan Valiente va ser nomenat procurador a Corts per designació personal del General Franco. En un estrany gir de la fallida política col·laboracionista, el Generalíssim va decidir exalçar Valiente, enfortint la seva posició com a procurador, en el seu enfrontament amb Carlos Hugo. Don Javier va exigir que Valiente declinés el nomenament, però Valiente estava ja decidit a enfrontar-se als carlohuguistas esquerrans. En una carta personal a Don Javier, datada el novembre de 1970, subratllava la seva lleialtat als principis tradicionalistes, suggerint de manera implícita que Don Javier podria haver-los abandonat.
El conflicte obert va durar fins al 1971, però Valiente no va aconseguir prou suport. Aleshores ja s'havia produït un canvi generacional en el carlisme. Els caps tradicionalistes de la Guerra Civil havien mort o deixat la política activa a causa de la seva avançada edat; les bases de la croada estaven en edat de jubilació. El moviment s'havia anat omplint de membres aliens a l'ideari tradicionalista atrets per la nova ideologia de Carlos Hugo que gairebé no havien viscut la guerra i havien crescut a l'Espanya franquista. Amb el suport d'aquests, durant els Congressos del Poble Carlista, Carlos Hugo va refundar el carlisme amb el nom de Partit Carlista, rebutjant l'apel·latiu de tradicionalista —empleat com a sinònim de carlí des de feia un segle— i adoptant el socialisme autogestionari del dictador iugoslau Tito. Valiente seria expulsat del nou partit.

### EtapaJuancarlista
En 1969 Franco va designar formalment a Juan Carlos de Borbó com el seu successor a títol de rei. Valiente va creure que el jove príncep podria ser un futur rei acceptable, fidel als valors tradicionals i contrari a les idees democraticoliberals sostingudes pel seu pare, a qui considerava un oportunista. Espanya, suggerint que era un moment favorable per implantar una monarquia tradicional apartada del model franquista. Després de la Llei d'Associacions Polítiques, Valiente va idear un nou partit monàrquic d'àmplia base, amb la possible presidència titular del mateix Juan Carlos. L'organització es va materialitzar finalment en 1975 com a Unió Nacional Espanyola, sent fundada per Zamanillo, Antonio de Oriol i Miguel Fagoaga, encara que va fracassar en els seus objectius i no va aconseguir el suport de la corona.
Valiente era favorable al desmantellament del sistema franquista, però no en la direcció democràtica finalment adoptada durant la Transició. El seu nou partit, fundat als principis catòlics, conservadors i monàrquics, no va obtenir suport popular. La UNE va associar-se al nou partit de dreta Aliança Popular. A les eleccions de 1977, AP va ser la quarta força política amb el 8% dels vots, molt darrere de UCD i el PSOE i una mica darrere dels comunistes del PCE. UNE va abandonar la seva aliança amb AP en 1978, negant-se a recolzar la Constitució de 1978. Aleshores Valiente havia abandonat tota esperança que Joan Carles fos un rei garant d'algun tipus de continuïtat conservadora, menys encara tradicionalista. El 1979 es va unir a Dreta Democràtica Espanyola, un nou intent fracassat de construir un partit conservador, dissolent-se un any després de la mort de Valiente, el 1982.